# Torneo Apertura 2023 Tercera División (Guatemala)
El Torneo Apertura 2023 fue torneo que da inicio a la temporada 2023−24 de la Tercera División de Guatemala, cuarta categoría del sistema guatemalteco de fútbol.

## Sistema de competición
El torneo se divide en dos fases, disputadas dos veces durante la temporada durante cada torneo (apertura y clausura):
Fase de clasificación: Partidos jugados durante equipos en cada uno de los 13 grupos participantes.
Fase final: Rondas a eliminación directa que definen a los campeones de cada torneo y a los clasificados a las series de ascenso.

### Fase de clasificación
Los 84 equipos participantes jugarán una ronda clasificatoria de todos contra todos en visita recíproca. La cantidad de puntos variará en cada uno de los 13 grupos (de 10 hasta 14 partidos en un máximo de 14 fechas). Se utiliza un sistema de puntos, que se presenta así:
- Por victoria, se obtendrán 3 puntos.
- Por empate, se obtendrá 1 punto.
- Por derrota no se obtendrán puntos.

Al finalizar las jornadas, la tabla se ordenará con base en los clubes que hayan obtenido la mayoría de puntos, en caso de empates, se toman los siguientes criterios:
1. Puntos
2. Puntos obtenidos entre los equipos empatados
3. Diferencial de goles
4. Goles anotados
5. Goles anotados en condición visitante.

### Fase final
Al término de la fase de clasificación, los equipos se acomodan en una tabla porcentual de acuerdo a la cantidad de puntos que acumularon con respecto a la cantidad de puntos que estos podían acumular (esto debido a que no todos los grupos poseen la misma cantidad de equipos). Finalmente, clasifican a dieciseisavos de final:
- Los 16 mejores equipos de la zona norte con mejor porcentaje de puntos acumulados.
- Los 16 mejores equipos de la zona sur con mejor porcentaje de puntos acumulados.

## Equipos participantes[1]

### Ascensos y descensos
| Pos. | Descendidos de la Segunda División 2022−23 |
| ---- | ------------------------------------------ |
| 37°  | Juventud Retaltecos                        |
| 38°  | Atlas Esquipulas                           |
| 39°  | Futeca                                     |
| 40°  | Bárcena                                    |

| Pos.  | Ascendidos a la Segunda División 2023−24 |
| ----- | ---------------------------------------- |
| 1.º   | Nueva Santa Rosa CDF                     |
| 2.º   | El Mazateco AF                           |
| Prom. | Real Siquinalá                           |
| Prom. | ADR Villa Nueva                          |
| Prom. | Democratense                             |

### Equipos participantes
| Grupo 1                    | Grupo 1                  | Grupo 2                 | Grupo 2                     |
| Equipo                     | Ciudad                   | Equipo                  | Ciudad                      |
| -------------------------- | ------------------------ | ----------------------- | --------------------------- |
| Juventud Huehueteca        | Huehuetenango            | Cafetaleros El Tumbador | El Tumbador                 |
| Ojeteco FC                 | San José Ojetenam        | Catarinense             | Catarina                    |
| Ostuncalco Cuervos         | San Juan Ostuncalco      | Esquipulense            | Esquipulas Palo Gordo       |
| San Miguel FC              | San Miguel Acatán        | San Lorenzo FC          | San Lorenzo                 |
| CD Tejutla                 | Tejutla                  | San Pablo SM            | San Pablo                   |
| Txolja FC                  | Comitancillo             | San Rafael 1211         | San Rafael Pie de la Cuesta |
|                            |                          | Ocós Liceo Ayutleco     | Ocós                        |
| Grupo 3                    | Grupo 3                  | Grupo 4                 | Grupo 4                     |
| Equipo                     | Ciudad                   | Equipo                  | Ciudad                      |
| FCA Cuyotenango            | Cuyotenango              | EFUT Puerto San José    | Puerto San José             |
| CD Idolense                | Mazatenango              | CSD La Gomera           | La Gomera                   |
| Juventud Mingueña          | Santo Domingo            | Juventud Tiquisatense   | Tiquisate                   |
| San Juan Bautista FC       | San Juan Bautista        | Deportivo Palín FC      | Palín                       |
| Deportivo Patulul          | Patulul                  | PROESFUT                | Escuintla                   |
|                            |                          | CSD San Vicente Pacaya  | San Vicente Pacaya          |
| Santa Teresa               | Nueva Concepción         |                         |                             |
| Grupo 5                    | Grupo 5                  | Grupo 6                 | Grupo 6                     |
| Equipo                     | Ciudad                   | Equipo                  | Ciudad                      |
| Batallón Canales           | Villa Canales            | AFF Guatemala           | San Miguel Petapa           |
| Cerinal FC                 | Barberena                | AS Club                 | San Miguel Petapa           |
| Futeca                     | Ciudad de Guatemala      | Bárcena V. N.           | Villa Nueva                 |
| FC Imar'k SR               | Nueva Santa Rosa         | FC Boca del Monte       | Villa Canales               |
| Pueblo Nuevo Viñas         | Pueblo Nuevo Viñas       | Global Soccer Academy   | Ciudad de Guatemala         |
| Santa Catarina Pinula      | Santa Catarina Pinula    | La Academia FC          | Ciudad de Guatemala         |
| Santa Rosa de Lima         | Ciudad de Guatemala      | Petapeños FC            | San Miguel Petapa           |
| UDA Unpro                  | Ciudad de Guatemala      |                         |                             |
| Grupo 7                    | Grupo 7                  | Grupo 8                 | Grupo 8                     |
| Equipo                     | Ciudad                   | Equipo                  | Ciudad                      |
| Antigua GFC B              | Antigua Guatemala        | ADC Emefut              | Ciudad de Guatemala         |
| CF Atilius                 | Ciudad de Guatemala      | Choleña FC              | San José del Golfo          |
| CSD Dueñas                 | San Miguel Dueñas        | Mixco B                 | Mixco                       |
| San Martín FC              | San Martín Jilotepeque   | Palencia FC             | Palencia                    |
| CSD Milpas Altas           | Santa Lucía Milpas Altas | San José FC V           | Villa Nueva                 |
| CSD San Lucas Sacatepéquez | San Lucas Sacatepéquez   | Santa Luisa FC          | Chinautla                   |
| CSD Sanjuaneros            | San Juan Sacatepéquez    |                         |                             |
| Grupo 9                    | Grupo 9                  | Grupo 10                | Grupo 10                    |
| Equipo                     | Ciudad                   | Equipo                  | Ciudad                      |
| Aurora FC B                | Ciudad de Guatemala      | IB Catarinecos SC       | Santa Catarina Mita         |
| Atlético Ariga             | Ciudad de Guatemala      | Ixhuatán FC             | Santa María Ixhuatán        |
| CF Champ's AG              | Ciudad de Guatemala      | Jalpatagua FC           | Jalpatagua                  |
| CD Linces JC               | Ciudad de Guatemala      | Monjas AJF              | Monjas                      |
| Club de Fútbol USAC        | Ciudad de Guatemala      | Pasaco FC               | Pasaco                      |
| Tipografía Nacional        | Ciudad de Guatemala      | Remicheros FC           | Jalapa                      |
|                            |                          | San Pedro Pinula        | San Pedro Pinula            |
| Grupo 11                   | Grupo 11                 | Grupo 12                | Grupo 12                    |
| Equipo                     | Ciudad                   | Equipo                  | Ciudad                      |
| CSD Atlas Esquipulas       | Esquipulas               | Buenos Aires FC         | Livingston                  |
| Juventud Cachacera         | Jalpatagua               | FC Heredia              | Morales                     |
| Juvenil Estanzuela         | Estanzuela               | Juvenil Jocotán         | Jocotán                     |
| Juventud Teculuteca        | Teculután                | Juventud esquipulteca   | Esquipulas                  |
| CF Nazarenos Santa Cruz    | Río Hondo                | Unión Izabalense        | Puerto Barrios              |
| Rio Hondo EMFUT            | Río Hondo                |                         |                             |
| CF Salamá                  | Salamá                   |                         |                             |
| CD San Rafael              | Estanzuela               |                         |                             |
| Grupo 13                   |                          |                         |                             |
| Equipo                     | Ciudad                   |                         |                             |
| ACAFUT San Luis            | San Luis                 |                         |                             |
| CSD Chamelco               | San Juan Chamelco        |                         |                             |
| Halcones La Libertad       | La Libertad              |                         |                             |
| CSD El Naranjo             | Flores                   |                         |                             |
| CSC Playitas               | Chisec                   |                         |                             |
| Tigrillos FC Poptún        | Poptún                   |                         |                             |

## Fase de clasificación

### Grupo 1
| Pos. | Equipos             | PJ | PG | PE | PP | GF | GC | Dif. | PTS |
| ---- | ------------------- | -- | -- | -- | -- | -- | -- | ---- | --- |
| 1    | Tejutla             | 10 | 8  | 1  | 1  | 25 | 8  | +17  | 25  |
| 2    | Ojeteco             | 10 | 8  | 1  | 1  | 22 | 9  | +13  | 25  |
| 3    | Ostuncalco Cuervos  | 10 | 4  | 2  | 4  | 13 | 10 | +3   | 14  |
| 4    | San Miguel          | 10 | 2  | 4  | 4  | 10 | 12 | −2   | 10  |
| 5    | Juventud Huehueteca | 10 | 3  | 1  | 6  | 10 | 14 | −4   | 10  |
| 6    | Txolja              | 10 | 0  | 1  | 9  | 4  | 31 | −27  | 1   |

### Grupo 2
| Pos. | Equipos                 | PJ | PG | PE | PP | GF | GC | Dif. | PTS |
| ---- | ----------------------- | -- | -- | -- | -- | -- | -- | ---- | --- |
| 1    | Cafetaleros El Tumbador | 12 | 8  | 2  | 2  | 31 | 11 | +20  | 26  |
| 2    | San Lorenzo             | 12 | 8  | 1  | 3  | 30 | 11 | +19  | 25  |
| 3    | San Rafael 1211         | 12 | 8  | 1  | 3  | 26 | 11 | +15  | 25  |
| 4    | San Pablo SM            | 12 | 6  | 1  | 5  | 20 | 17 | +3   | 19  |
| 5    | Ocós Liceo Ayutleco     | 12 | 4  | 2  | 6  | 23 | 17 | +6   | 14  |
| 6    | Catarinense             | 12 | 3  | 2  | 7  | 11 | 27 | −16  | 11  |
| 7    | Esquipulense            | 12 | 0  | 1  | 11 | 9  | 56 | −47  | 1   |

### Grupo 3
| Pos. | Equipos           | PJ | PG | PE | PP | GF | GC | Dif. | PTS |
| ---- | ----------------- | -- | -- | -- | -- | -- | -- | ---- | --- |
| 1    | Juventud Mingueña | 8  | 5  | 1  | 2  | 16 | 9  | +7   | 16  |
| 2    | Idolense          | 8  | 4  | 2  | 2  | 6  | 8  | −2   | 14  |
| 3    | Deportivo Patulul | 8  | 3  | 2  | 3  | 8  | 7  | +1   | 11  |
| 4    | San Juan Bautista | 8  | 3  | 0  | 5  | 11 | 12 | −1   | 9   |
| 5    | FCA Cuyotenango   | 8  | 2  | 1  | 5  | 8  | 13 | −5   | 7   |

### Grupo 4
| Pos. | Equipos               | PJ | PG | PE | PP | GF | GC | Dif. | PTS |
| ---- | --------------------- | -- | -- | -- | -- | -- | -- | ---- | --- |
| 1    | Juventud Tiquisatense | 12 | 9  | 1  | 2  | 39 | 12 | +27  | 28  |
| 2    | PROESFUT              | 12 | 8  | 2  | 2  | 29 | 16 | +13  | 26  |
| 3    | Juventud La Gomera    | 12 | 7  | 2  | 3  | 34 | 22 | +12  | 23  |
| 4    | Santa Teresa          | 12 | 7  | 0  | 5  | 21 | 22 | −1   | 21  |
| 5    | EFUT Puerto San José  | 12 | 3  | 1  | 8  | 13 | 26 | −13  | 10  |
| 6    | San Vicente Pacaya    | 12 | 3  | 1  | 8  | 13 | 28 | −15  | 10  |
| 7    | Deportivo Palín       | 12 | 1  | 1  | 10 | 15 | 38 | −23  | 4   |

### Grupo 5
| Pos. | Equipos               | PJ | PG | PE | PP | GF | GC | Dif. | PTS |
| ---- | --------------------- | -- | -- | -- | -- | -- | -- | ---- | --- |
| 1    | Pueblo Nuevo Viñas    | 14 | 11 | 2  | 1  | 47 | 12 | +35  | 35  |
| 2    | Cerinal FC            | 14 | 9  | 1  | 4  | 29 | 26 | +3   | 28  |
| 3    | Santa Catarina Pinula | 14 | 8  | 3  | 3  | 35 | 30 | +5   | 27  |
| 4    | Santa Rosa de Lima    | 14 | 8  | 1  | 5  | 30 | 17 | +13  | 25  |
| 5    | UDA Unipro            | 14 | 6  | 0  | 8  | 30 | 44 | −14  | 18  |
| 6    | Futeca                | 14 | 4  | 2  | 8  | 17 | 22 | −5   | 14  |
| 7    | Imar'k SR             | 14 | 2  | 2  | 10 | 20 | 41 | −21  | 8   |
| 8    | Batallón Canales      | 14 | 1  | 3  | 10 | 18 | 34 | −16  | 6   |

### Grupo 6
| Pos. | Equipos               | PJ | PG | PE | PP | GF | GC | Dif. | PTS |
| ---- | --------------------- | -- | -- | -- | -- | -- | -- | ---- | --- |
| 1    | La Academia           | 12 | 9  | 2  | 1  | 31 | 9  | +22  | 29  |
| 2    | Global Soccer Academy | 12 | 7  | 2  | 3  | 26 | 21 | +5   | 23  |
| 3    | AFF CENMA Santiago    | 12 | 5  | 5  | 2  | 14 | 9  | +5   | 20  |
| 4    | Petapeños             | 12 | 4  | 5  | 3  | 16 | 14 | +2   | 17  |
| 5    | Boca del Monte        | 12 | 4  | 4  | 4  | 21 | 10 | +11  | 16  |
| 6    | AS Club               | 12 | 2  | 4  | 6  | 12 | 22 | −10  | 10  |
| 7    | Bárcena VN            | 12 | 0  | 0  | 12 | 0  | 35 | −35  | 0   |

### Grupo 7
| Pos. | Equipos                | PJ | PG | PE | PP | GF | GC | Dif. | PTS |
| ---- | ---------------------- | -- | -- | -- | -- | -- | -- | ---- | --- |
| 1    | Sanjuaneros            | 12 | 9  | 0  | 3  | 26 | 11 | +15  | 27  |
| 2    | San Martín             | 12 | 6  | 2  | 4  | 21 | 11 | +10  | 20  |
| 3    | Dueñas                 | 12 | 6  | 1  | 5  | 29 | 26 | +3   | 19  |
| 4    | Atilius                | 12 | 5  | 3  | 4  | 12 | 19 | −7   | 18  |
| 5    | San Lucas Sacatepéquez | 12 | 4  | 1  | 7  | 19 | 26 | −7   | 13  |
| 6    | Milpas Altas           | 12 | 3  | 3  | 6  | 16 | 19 | −3   | 12  |
| 7    | Antigua GFC B          | 12 | 3  | 2  | 7  | 12 | 23 | −11  | 11  |

### Grupo 8
| Pos. | Equipos       | PJ | PG | PE | PP | GF | GC | Dif. | PTS |
| ---- | ------------- | -- | -- | -- | -- | -- | -- | ---- | --- |
| 1    | Santa Luisa   | 10 | 7  | 2  | 1  | 26 | 12 | +14  | 23  |
| 2    | San José FC V | 10 | 7  | 0  | 3  | 19 | 13 | +6   | 21  |
| 3    | Mixco B       | 10 | 5  | 0  | 5  | 24 | 22 | +2   | 15  |
| 4    | Choleña       | 10 | 4  | 2  | 4  | 23 | 19 | +4   | 14  |
| 5    | Palencia B    | 10 | 4  | 1  | 5  | 16 | 20 | −4   | 13  |
| 6    | ADC Emefut    | 10 | 0  | 1  | 9  | 7  | 29 | −22  | 1   |

### Grupo 9
| Pos. | Equipos             | PJ | PG | PE | PP | GF | GC | Dif. | PTS |
| ---- | ------------------- | -- | -- | -- | -- | -- | -- | ---- | --- |
| 1    | Atlético Ariga      | 10 | 9  | 1  | 0  | 38 | 7  | +31  | 28  |
| 2    | Universitarios      | 10 | 8  | 1  | 1  | 23 | 5  | +18  | 25  |
| 3    | Aurora B            | 10 | 4  | 2  | 4  | 19 | 18 | +1   | 14  |
| 4    | Champ's AG          | 10 | 3  | 1  | 6  | 13 | 20 | −7   | 10  |
| 5    | Tipografía Nacional | 10 | 2  | 2  | 6  | 11 | 23 | −12  | 8   |
| 6    | Linces JC           | 10 | 0  | 1  | 9  | 3  | 34 | −31  | 1   |

### Grupo 10
| Pos. | Equipos          | PJ | PG | PE | PP | GF | GC | Dif. | PTS |
| ---- | ---------------- | -- | -- | -- | -- | -- | -- | ---- | --- |
| 1    | Jalpatagua       | 12 | 8  | 3  | 1  | 32 | 11 | +21  | 27  |
| 2    | Remicheros       | 12 | 7  | 2  | 3  | 20 | 12 | +8   | 23  |
| 3    | Pasaco           | 12 | 5  | 5  | 2  | 20 | 9  | +11  | 20  |
| 4    | Monjas AJF       | 12 | 6  | 2  | 4  | 17 | 18 | −1   | 20  |
| 5    | IB Catarinecos   | 12 | 3  | 4  | 5  | 22 | 29 | −7   | 13  |
| 6    | Ixhuatán         | 12 | 3  | 2  | 7  | 16 | 21 | −5   | 11  |
| 7    | San Pedro Pinula | 12 | 1  | 0  | 11 | 7  | 34 | −27  | 3   |

### Grupo 11
| Pos. | Equipos              | PJ | PG | PE | PP | GF | GC | Dif. | PTS |
| ---- | -------------------- | -- | -- | -- | -- | -- | -- | ---- | --- |
| 1    | Juventud Teculuteca  | 14 | 11 | 3  | 0  | 34 | 9  | +25  | 36  |
| 2    | Salamá               | 14 | 6  | 7  | 1  | 20 | 12 | +8   | 25  |
| 3    | San Rafael           | 14 | 6  | 5  | 3  | 25 | 16 | +9   | 23  |
| 4    | Juvenil Estanzuela   | 14 | 6  | 3  | 5  | 20 | 17 | +3   | 21  |
| 5    | Juventud Cachacera   | 14 | 5  | 3  | 6  | 21 | 30 | −9   | 18  |
| 6    | Atlas Esquipulas     | 14 | 4  | 3  | 7  | 28 | 29 | −1   | 15  |
| 7    | Nazarenos Santa Cruz | 14 | 3  | 3  | 8  | 22 | 32 | −10  | 12  |
| 8    | Rio Hondo EMFUT      | 14 | 0  | 3  | 11 | 12 | 37 | −25  | 3   |

### Grupo 12
| Pos. | Equipos               | PJ | PG | PE | PP | GF | GC | Dif. | PTS |
| ---- | --------------------- | -- | -- | -- | -- | -- | -- | ---- | --- |
| 1    | Juventud Esquipulteca | 8  | 7  | 0  | 1  | 14 | 2  | +12  | 21  |
| 2    | Heredia B             | 8  | 5  | 1  | 2  | 11 | 8  | +3   | 16  |
| 3    | Unión Izabalense      | 8  | 2  | 3  | 3  | 7  | 9  | −2   | 9   |
| 4    | Buenos Aires FC       | 8  | 2  | 3  | 3  | 6  | 8  | −2   | 9   |
| 5    | Juvenil Jocotán       | 8  | 0  | 1  | 7  | 6  | 17 | −11  | 1   |

### Grupo 13
| Pos. | Equipos              | PJ | PG | PE | PP | GF | GC | Dif. | PTS |
| ---- | -------------------- | -- | -- | -- | -- | -- | -- | ---- | --- |
| 1    | Halcones La Libertad | 10 | 6  | 4  | 0  | 23 | 9  | +14  | 22  |
| 2    | Playitas             | 10 | 5  | 2  | 3  | 14 | 13 | +1   | 17  |
| 3    | Tigrillos Poptún     | 10 | 4  | 3  | 3  | 21 | 16 | +5   | 15  |
| 4    | El Naranjo           | 10 | 3  | 2  | 5  | 12 | 18 | −6   | 11  |
| 5    | ACAFUT San Luis      | 10 | 2  | 3  | 5  | 8  | 13 | −5   | 9   |
| 6    | Chamelco             | 10 | 2  | 2  | 6  | 11 | 20 | −9   | 8   |

## Tabla general
Los dieciséis equipos con mejor porcentaje de puntos obtenidos dentro de cada región clasifican a los dieciseisavos de final. Cada región se divide en Suroccidente (de los grupos 1 al 7) y Nororiente (de los grupos 8 al 14).

### Región 1
| Pos. | Equipos                 | PJ | PG | PE | PP | GF | GC | Dif. | PTS | %     |
| ---- | ----------------------- | -- | -- | -- | -- | -- | -- | ---- | --- | ----- |
| 1    | Pueblo Nuevo Viñas      | 14 | 11 | 2  | 1  | 47 | 12 | +35  | 35  | 83.33 |
| 2    | Tejutla                 | 10 | 8  | 1  | 1  | 25 | 8  | +17  | 25  | 83.33 |
| 3    | Ojeteco                 | 10 | 8  | 1  | 1  | 22 | 9  | +13  | 25  | 83.33 |
| 4    | La Academia             | 12 | 9  | 2  | 1  | 31 | 9  | +22  | 29  | 80.56 |
| 5    | Juventud Tiquisatense   | 12 | 9  | 1  | 2  | 39 | 12 | +27  | 28  | 77.78 |
| 6    | Sanjuaneros             | 12 | 9  | 0  | 3  | 26 | 11 | +15  | 27  | 75.00 |
| 7    | Cafetaleros El Tumbador | 12 | 8  | 2  | 2  | 31 | 11 | +20  | 26  | 72.22 |
| 8    | PROESFUT                | 12 | 8  | 2  | 2  | 29 | 16 | +13  | 26  | 72.22 |
| 9    | San Lorenzo             | 12 | 8  | 1  | 3  | 30 | 11 | +19  | 25  | 69.44 |
| 10   | San Rafael 1211         | 12 | 8  | 1  | 3  | 26 | 11 | +15  | 25  | 69.44 |
| 11   | Juventud Mingueña       | 8  | 5  | 1  | 2  | 16 | 9  | +7   | 16  | 66.67 |
| 12   | Cerinal FC              | 14 | 9  | 1  | 4  | 29 | 26 | +3   | 28  | 66.67 |
| 13   | Santa Catarina Pinula   | 14 | 8  | 3  | 3  | 35 | 30 | +5   | 27  | 64.29 |
| 14   | Juventud La Gomera      | 12 | 7  | 2  | 3  | 34 | 22 | +12  | 23  | 63.89 |
| 15   | Global Soccer Academy   | 12 | 7  | 2  | 3  | 26 | 21 | +5   | 23  | 63.89 |
| 16   | Idolense                | 8  | 4  | 2  | 2  | 6  | 8  | −2   | 14  | 58.33 |
| 17   | San Martín              | 12 | 6  | 2  | 4  | 21 | 11 | +10  | 20  | 55.56 |
| 18   | AFF CENMA Santiago      | 12 | 5  | 5  | 2  | 14 | 9  | +5   | 20  | 55.56 |

### Región 2
| Pos. | Equipos               | PJ | PG | PE | PP | GF | GC | Dif. | PTS | %     |
| ---- | --------------------- | -- | -- | -- | -- | -- | -- | ---- | --- | ----- |
| 1    | Atlético Ariga        | 10 | 9  | 1  | 0  | 38 | 7  | +31  | 28  | 93.33 |
| 2    | Juventud Esquipulteca | 8  | 7  | 0  | 1  | 14 | 2  | +12  | 21  | 87.50 |
| 3    | Juventud Teculuteca   | 14 | 11 | 3  | 0  | 34 | 9  | +25  | 36  | 85.71 |
| 4    | Universitarios        | 10 | 8  | 1  | 1  | 23 | 5  | +18  | 25  | 83.33 |
| 5    | Santa Luisa           | 10 | 7  | 2  | 1  | 26 | 12 | +14  | 23  | 76.67 |
| 6    | Jalpatagua            | 12 | 8  | 3  | 1  | 32 | 11 | +21  | 27  | 75.00 |
| 7    | Halcones La Libertad  | 10 | 6  | 4  | 0  | 23 | 9  | +14  | 22  | 73.33 |
| 8    | San José FC V         | 10 | 7  | 0  | 3  | 19 | 13 | +6   | 21  | 70.00 |
| 9    | Remicheros            | 12 | 7  | 2  | 3  | 20 | 12 | +8   | 23  | 69.44 |
| 10   | Heredia B             | 8  | 5  | 1  | 2  | 11 | 8  | +3   | 16  | 66.67 |
| 11   | Salamá                | 14 | 6  | 7  | 1  | 20 | 12 | +8   | 25  | 59.52 |
| 12   | Playitas              | 10 | 5  | 2  | 3  | 14 | 13 | +1   | 17  | 56.67 |
| 13   | Pasaco                | 12 | 6  | 2  | 4  | 17 | 18 | −1   | 20  | 55.56 |
| 14   | San Rafael            | 14 | 6  | 5  | 3  | 25 | 16 | +9   | 23  | 54.76 |

## Fase final

### Dieciseisavos de final
| Fechas              | Local en la ida       | Global       | Local en la vuelta      | Ida      | Vuelta   |
| Región 1            | Región 1              | Región 1     | Región 1                | Región 1 | Región 1 |
| ------------------- | --------------------- | ------------ | ----------------------- | -------- | -------- |
| 9 y 12 de noviembre | AFF CENMA Santiago    | 1−4          | Pueblo Nuevo Viñas      | 1−1      | 0−3      |
| 9 y 12 de noviembre | San Martín            | 0−5          | Tejutla                 | 0−2      | 0−3      |
| 9 y 12 de noviembre | Idolense              | 1−3          | Ojeteco                 | 1−0      | 0−3      |
| 9 y 12 de noviembre | Global Soccer Academy | 5−1          | La Academia             | 3−1      | 2−0      |
| 9 y 12 de noviembre | Juventud La Gomera    | 2−2 (3−1 p.) | Juventud Tiquisatense   | 2−0      | 0−2      |
| 9 y 12 de noviembre | Santa Catarina Pinula | 2−5          | Sanjuaneros             | 1−3      | 1−2      |
| 9 y 12 de noviembre | Cerinal FC            | 1−3          | Cafetaleros El Tumbador | 1−2      | 0−1      |
| 9 y 12 de noviembre | Juventud Mingueña     | 2−2 (8−9 p.) | PROESFUT                | 2−0      | 0−2      |
| 9 y 12 de noviembre | San Rafael 1211       | 1−2          | San Lorenzo             | 0−2      | 1−0      |
| Región 2            |                       |              |                         |          |          |
| 9 y 12 de noviembre | San Rafael            | 0−2          | Atlético Ariga          | 0−1      | 0−1      |
| 9 y 12 de noviembre | Pasaco                | 2−4          | Juventud Esquipulteca   | 2−2      | 0−2      |
| 9 y 12 de noviembre | Playitas              | 0−4          | Juventud Teculuteca     | 0−1      | 0−3      |
| 9 y 12 de noviembre | Salamá                | 0−2          | Universitario           | 0−0      | 0−2      |
| 9 y 11 de noviembre | Heredia B             | 2−1          | Santa Luisa             | 1−0      | 1−1      |
| 9 y 12 de noviembre | Remicheros            | 3−2          | Jalpatagua              | 1−0      | 2−2      |
| 9 y 12 de noviembre | San José FC V         | 4−3          | Halcones La Libertad    | 3−1      | 1−2      |

### Octavos de final
| Fechas               | Local en la ida         | Global | Local en la vuelta    | Ida | Vuelta |
| -------------------- | ----------------------- | ------ | --------------------- | --- | ------ |
| 15 y 19 de noviembre | Juventud La Gomera      | 4−5    | Pueblo Nuevo Viñas    | 3−1 | 1−4    |
| 15 y 19 de noviembre | San Lorenzo             | 5−0    | Tejutla               | 4−0 | 1−0    |
| 15 y 19 de noviembre | PROESFUT                | 1−2    | Ojeteco               | 1−1 | 0−1    |
| 15 y 19 de noviembre | Cafetaleros El Tumbador | 2−3    | Sanjuaneros           | 1−2 | 1−1    |
| 15 y 19 de noviembre | Global Soccer Academy   | 0−5    | Atlético Ariga        | 0−2 | 0−3    |
| 15 y 19 de noviembre | Heredia B               | 2−3    | Juventud Esquipulteca | 2−2 | 0−1    |
| 15 y 19 de noviembre | Remicheros              | 2−6    | Juventud Teculuteca   | 0−1 | 2−5    |
| 15 y 19 de noviembre | San José FC V           | 3−6    | Universitario         | 3−2 | 0−4    |

### Cuartos de final
| Fechas               | Local en la ida | Global | Local en la vuelta    | Ida | Vuelta |
| -------------------- | --------------- | ------ | --------------------- | --- | ------ |
| 22 y 26 de noviembre | San Lorenzo     | 3−4    | Atlético Ariga        | 2−2 | 1−2    |
| 22 y 26 de noviembre | Sanjuaneros     | 4−0    | Juventud Esquipulteca | 1−0 | 3−0    |
| 22 y 26 de noviembre | Ojeteco         | 2−8    | Juventud Teculuteca   | 1−2 | 1−6    |
| 22 y 26 de noviembre | Universitario   | 3−2    | Pueblo Nuevo Viñas    | 2−2 | 1−0    |

#### Clasificados a las Series de Ascenso 2024
| Bandera de Departamento de Guatemala | Bandera de Zacapa         | Bandera de Departamento de Guatemala | Bandera de Sacatepéquez   |
| Atlético Ariga                       | Juventud Teculuteca       | Universitario                        | Sanjuaneros               |
| Clasificado el 26/11/2023            | Clasificado el 26/11/2023 | Clasificado el 26/11/2023            | Clasificado el 28/11/2023 |

### Semifinales
| Fechas                           | Local en la ida | Global | Local en la vuelta  | Ida | Vuelta |
| -------------------------------- | --------------- | ------ | ------------------- | --- | ------ |
| 30 de noviembre y 3 de diciembre | Sanjuaneros     | 2−4    | Atlético Ariga      | 1−0 | 1−4    |
| 30 de noviembre y 3 de diciembre | Universitario   | 2−3    | Juventud Teculuteca | 1−1 | 1−2    |

### Final
| Fechas         | Local en la ida     | Global | Local en la vuelta | Ida | Vuelta |
| -------------- | ------------------- | ------ | ------------------ | --- | ------ |
| 6 de diciembre | Juventud Teculuteca | 4−6    | Atlético Ariga     | 4−1 | 0-5    |